# آيفون 8
آيفون 8 و آيفون 8 بلس (بالإنجليزية: iPhone 8) هو النسخة الثامنة لأجهزة الآيفون، وهي هواتف ذكية تم تصميمها وتطويرها وتسويقها من قبل شركة أبل. تم الإعلان عن الآيفون 8 والآيفون 8 بلس بتاريخ 12 سبتمبر 2017 في مسرح ستيف جوبز في حرم جامعة أبل بارك من قبل الرئيس التنفيذي لشركة أبل تيم كوك. وأصبح الهاتف متاحًا بتاريخ 22 سبتمبر 2017، بالإضافة إلى جهاز آيفون X، والذي صدر في الأسواق يوم 3 نوفمبر 2017.

## المواصفات
لآيفون 8 شاشة إل سي دي بحجم 4.7 بوصة ودقة وضوح 1334×750، وبسعتان 64 جيجابايت و 128 جيجابايت، ويعمل بمعالج بيونيك إيه 1، ويتميز هاتف آيفون 8 بشاحن لاسلكي قياسي ومقاومته للماء.
الألوان المتاحة لكلا الجهازين هي: الفضي والذهبي والرمادي.

## الجدول الزمني
قالب:خط زمني بنماذج الآيفون

## وصلات خارجية
- الموقع الرسمي (بالإنجليزية)